# Atletismo nos Jogos Olímpicos de Verão da Juventude de 2010 - Revezamento masculino
A prova do revezamento medley masculino do atletismo nos Jogos Olímpicos de Verão da Juventude de 2010 foi realizada no dia 23 de agosto, no Estádio Bishan, em Cingapura. 20 corredores divididos em cinco equipes de quatro integrantes cada estavam inscritos neste evento.

## Medalhistas
|  | ZZX Equipa mista                                                                 |  | ZZX Equipa mista                                                                    |  | ZZX Equipa mista                                                                 |
|  | Américas BRA Caio dos Santos JAM Odane Skeen USA Najee Glass DOM Luguelín Santos |  | Europa GBR David Bolarinwa POL Tomasz Kluczyński ITA Marco Lorenzi RUS Nikita Uglov |  | Oceania FIJ Lepani Naivalu PNG John Rivan AUS Nicholas Hough AUS Raheen Williams |

## Final
| Pos.              | Equipe                                                                                           | Tempo   | Notas |
| ----------------- | ------------------------------------------------------------------------------------------------ | ------- | ----- |
| Medalha de ouro   | Américas BRA Caio dos Santos JAM Odane Skeen USA Najee Glass DOM Luguelín Santos                 | 1:51.38 |       |
| Medalha de prata  | Europa GBR David Bolarinwa POL Tomasz Kluczyński ITA Marco Lorenzi RUS Nikita Uglov              | 1:52.11 |       |
| Medalha de bronze | Oceania FIJ Lepani Naivalu PNG John Rivan AUS Nicholas Hough AUS Raheen Williams                 | 1:52.71 |       |
| 4                 | África ZIM Tinashe Samuel Mutanga NGR Okeudo Jonathan Nmaju KEN Alfas Kishoyan RSA Ruan Greyling | 1:53.45 |       |
| 5                 | Ásia JPN Masaki Nashimoto CHN Xie Zhenye KSA Abdullah Abkar KOR Choi Dong-Baek                   | 1:54.14 |       |